# Marienbad (Leipzig)

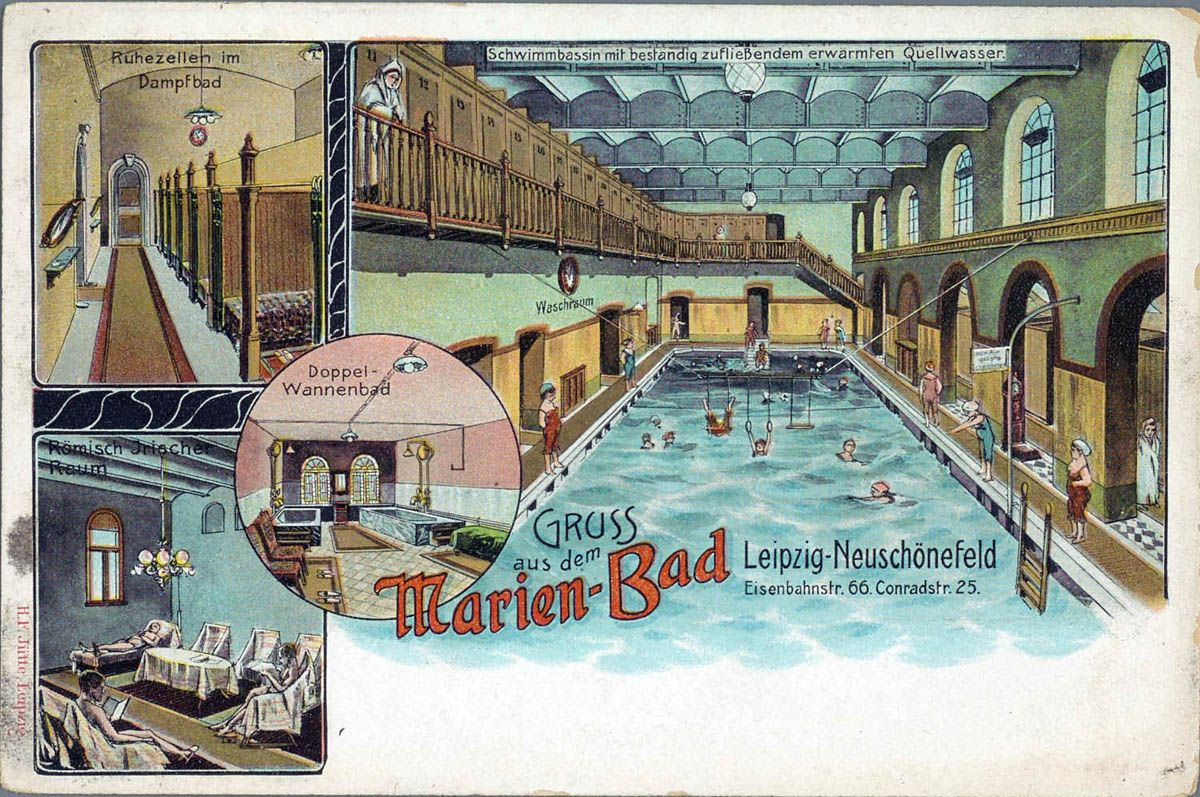
Das Marienbad um 1910

Das Marienbad (später Ostbad) war ein über 100 Jahre betriebenes Hallenbad im Leipziger Stadtteil Neuschönefeld, Konradstraße 25.

## Beschreibung
Das Schwimmbecken des Marienbades war 22,5 Meter lang und 11 Meter breit. Seine Tiefe variierte von 0,75 bis zu 3 Metern. Es war mit 550 Kubikmeter Brunnenwasser gefüllt, das mittels Dampf auf 25 °C erwärmt und stetig nachgefüllt wurde. Eine „Wellen-Vorrichtung“ stammte von einer Reudnitzer Firma. Außer dem Schwimmbecken gab es Duschen und Wannenbäder sowie ein Dampfbad. Die Öffnungszeiten des Schwimmbads betrugen in den Anfangsjahren im Sommer 15 und im Winter 14 Stunden bei getrennten Zeiten für Damen und Herren.
Bemerkenswert war, dass das Bad in die unteren Etagen eines Wohnhauses integriert war und sich über ihm zwei Wohnetagen befanden.

## Geschichte

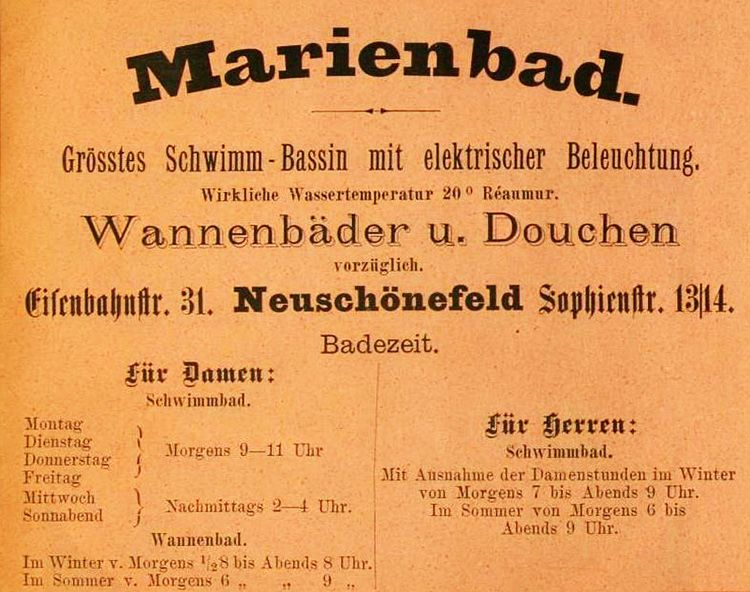
Schild von 1888

Im Jahr 1887 errichtete der Fabrikbesitzer Alfred Glitzner auf seinem Grundstück Sophienstraße 13/14 (ab 1890 Konradstraße) in der damals noch selbständigen Gemeinde Neuschönefeld ein Hallenbad, das zu dieser Zeit eines der größten in Deutschland war und für die damaligen östlichen Vororte Leipzig eine wesentliche Bereicherung darstellte. Er nannte es nach seiner Frau Marienbad. Ab 1914 tauchte in den Leipziger Adressbüchern für die Einrichtung der Name Ostbad auf. Ab 1931 wurde es bei den städtischen Bädern aufgeführt.
Das Bad wurde auch von Schwimmvereinen wie dem SV Leipzig Ost 1858 e.V. genutzt. Nach dem Zweiten Weltkrieg dominierte der schulische Schwimmunterricht.
Während der DDR-Zeit verfiel die Bausubstanz in beträchtlichem Maße. Nachdem die Schwimmhalle am Mariannenpark nach ihrer Sanierung 1994 wieder öffnete, wurde das Ostbad geschlossen. Im Oktober 2000 wurde das Gebäude abgebrochen und das Gelände in der Folgezeit in den Sportbereich am Stadtteilpark Rabet integriert.